# Victory Tests
On désigne par Victory Tests une série de matchs de cricket joués en Angleterre entre le 19 mai et le 22 août 1945. Elle a donc débuté quelques jours après la fin de la Seconde Guerre mondiale en Europe. Elle opposa une équipe de militaires australiens joueurs de cricket, l’Australian Services, à l'Angleterre. Malgré leur nom, ces matchs ne furent pas des tests, l’Australian Cricket Board leur refusant ce statut, craignant que l'équipe australienne ne soit pas assez forte pour affronter une équipe anglaise d'un très bon niveau. Les matchs reçurent donc le statut de first-class et se jouèrent sur trois jours chacun.
Cinq matchs de first-class cricket furent joués entre l'Australian Services et l'Angleterre, chacune des deux en remportant deux, pour un draw. La série toucha un large public : un total de 367 000 spectateurs assista à ces cinq matchs. Le dernier des trois matchs joués à Lord's attira 93 000 spectateurs à lui seul, un record à l'époque pour un match de trois jours.

## Les équipes

### L'«Australian Services»

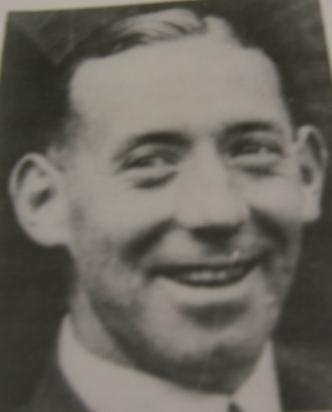
Lindsay Hassett, capitaine de lAustralian Services avant de devenir celui de l'équipe d'Australie.

L'Australian Services est composée de joueurs qui, officiellement, constituent une unité militaire. Ils sont stationnés en Angleterre dans le but de constituer une équipe qui effectuera une tournée dans le pays.
Un seul des joueurs a déjà joué pour l'équipe d'Australie, le capitaine Lindsay Hassett, qui devint par la suite capitaine de la sélection. L'Australian Services compte également dans ses rangs le prometteur Keith Miller, qui deviendra l'un des meilleurs joueurs de l'histoire du cricket australien.

### L'Angleterre

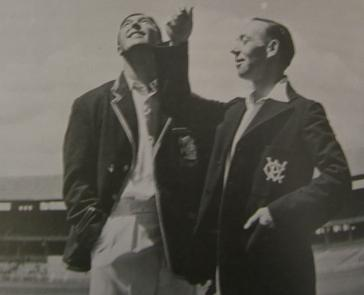
Hutton et Hassett s'affronteront plus tard en tant que capitaines de leurs sélections respectives, ici en 1950-1951.

L'équipe d'Angleterre qui affronte l'Australian Services est sur le papier beaucoup plus forte, en tout cas au niveau des batteurs. Elle compte notamment dans ses rangs Len Hutton, Wally Hammond, Les Ames, Bill Edrich et Cyril Washbrook, des joueurs qui ont tous déjà joué en test cricket avec l'équipe d'Angleterre. À cette époque, Hutton détient le record du plus grand nombre de runs en un innings en Test cricket, avec 364 runs marqués contre l'Australie en 1938, et Hammond, qui a plus de 40 ans à l'époque des Victoria Tests, aura marqué à la fin de sa carrière internationale 7249 runs à la moyenne de 58.45 par innings.
Malgré le fait que les batteurs anglais sont plus forts que les Australiens, ils ne réussiront à dépasser 300 runs en un innings qu'une seule fois durant la tournée.
Leurs bowlers sont plus faibles, et plusieurs changements sont faits durant la série. Cela fonctionne pour le dernier match, lorsque l'Australie est restreinte dans ses deux innings à moins de 250 runs, mais aucun des bowlers n'est vraiment performant ou sélectionné régulièrement, à part Dick Pollard, qui prend un total de 25 wickets lors des quatre matchs qu'il joue. George Pope prend 8 wickets lors du deuxième match, mais manque le troisième et revint ensuite prendre 4 wickets dans le quatrième match.

## La série
| « Test » | Date et lieu                                   | 1ers innings                                | 2èmes innings                            | Résultat                                |
| -------- | ---------------------------------------------- | ------------------------------------------- | ---------------------------------------- | --------------------------------------- |
| 1        | 19 - 22 mai Lord's Cricket Ground, Londres     | Angleterre 267 Australian Services 455      | Angleterre 294 Australian Services 107/4 | Australian Services gagne par 7 wickets |
| 2        | 23 - 26 juin Bramall Lane, Sheffield           | Angleterre 286 Australian Services 147      | Angleterre 190 Australian Services 288   | Angleterre gagne par 41 runs            |
| 3        | 14 - 17 juillet Lord's Cricket Ground, Londres | Angleterre 254 Australian Services 194      | Angleterre 164 Australian Services 225/6 | Australian Services gagne par 4 wickets |
| 4        | 6 - 8 août Lord's Cricket Ground, Londres      | Australian Services 388 Angleterre 468 dec. | Australian Services 140/4 Angleterre -   | Match drawn                             |
| 5        | 20 - 22 août Old Trafford, Manchester          | Australian Services 173 Angleterre 243      | Australian Services 210 Angleterre 141/4 | Angleterre gagne par 6 wickets          |